# Lothar von Arnauld de La Perière
Pour les articles homonymes, voir Arnauld et Périère.
Lothar Eugen von Arnauld de La Perière, né le 18 mars 1886 à Posen (aujourd'hui Poznań, en Pologne) et mort le 24 février 1941 au Bourget, est un officier allemand. Il fut commandant de sous-marins durant la Première Guerre mondiale. Avec à son actif 194 navires coulés représentant 453 716 tonneaux, il est le commandant de sous-marins ayant atteint le plus de cibles de tous les temps. La grande majorité des cibles (189) étaient des navires marchands. Il remporta la plupart de ses victoires en surface, en Méditerranée. Il obtiendra les plus hautes récompenses militaires pour ses états de service.
Arnauld de La Perière resta dans la marine allemande après la fin de la guerre. Il reprit du service actif durant la Seconde Guerre mondiale comme vice-amiral, mais fut tué dans un accident d'avion près de Paris en 1941 alors qu'il participait à des négociations secrètes avec le gouvernement de Vichy.

## Ascendance et début de carrière
Lothar von Arnauld de La Perière porte un patronyme d'origine française, car son arrière-grand-père Jean-Gabriel-Arnauld (de), né en 1731, était originaire de Saint-Plantaire dans le Berry. Lieutenant d’artillerie, il s’était mis — comme de nombreux officiers français en mal d’aventure et d’avancement rapide — au service du roi de Prusse Frédéric le Grand voire, comme le dit une légende familiale, à la suite d’un duel malheureux. Dans l’armée prussienne, il était parvenu au grade de général et avait fondé une famille admise à la noblesse prussienne dans laquelle le service des armes était devenu une tradition. C’est ainsi que le jeune Lothar entre dans la marine impériale allemande en 1903 où il sert comme officier à bord de différents navires de guerre, le SMS Kurfürst Friedrich Wilhelm, le SMS Schlesien et le SMS Schleswig-Holstein. De 1911 à 1913, il est embarqué sur le SMS Emden avant d’être affecté à l’amirauté allemande.

## La Première Guerre mondiale

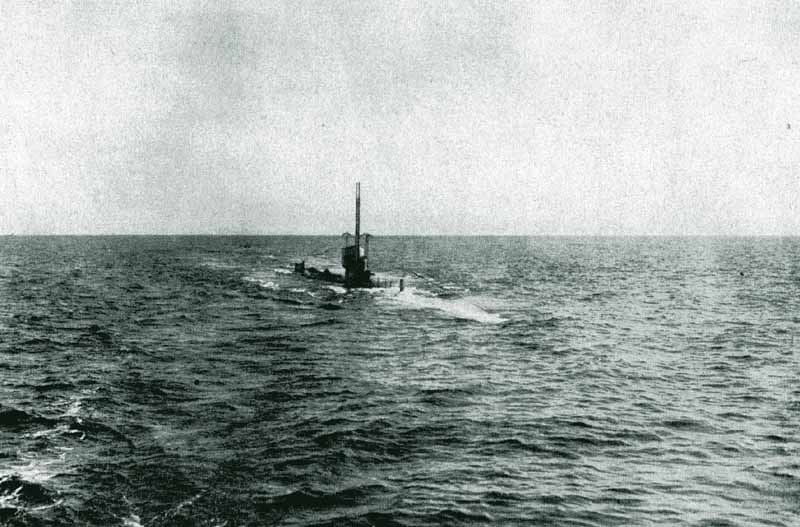
Le sous-marin U-35 patrouillant en mer Méditerranée en 1915.

Lorsque éclate la Première Guerre mondiale, Arnauld de La Perière est aide de camp au service de l'amiral Hugo von Pohl à Berlin. Il est d’abord mobilisé à un poste dans la division des dirigeables de la marine (Marine Luftschiff Abteilung).
En 1915, Arnauld de La Perière est transféré dans les Unterseeboot. Après une formation à Pula, en Istrie, il se voit confier le commandement de l’U-35 en novembre 1915. Il effectuera avec ce sous-marin 14 missions au cours desquelles il enverra par le fond 189 navires marchands et deux canonnières, totalisant 446 708 tonneaux.

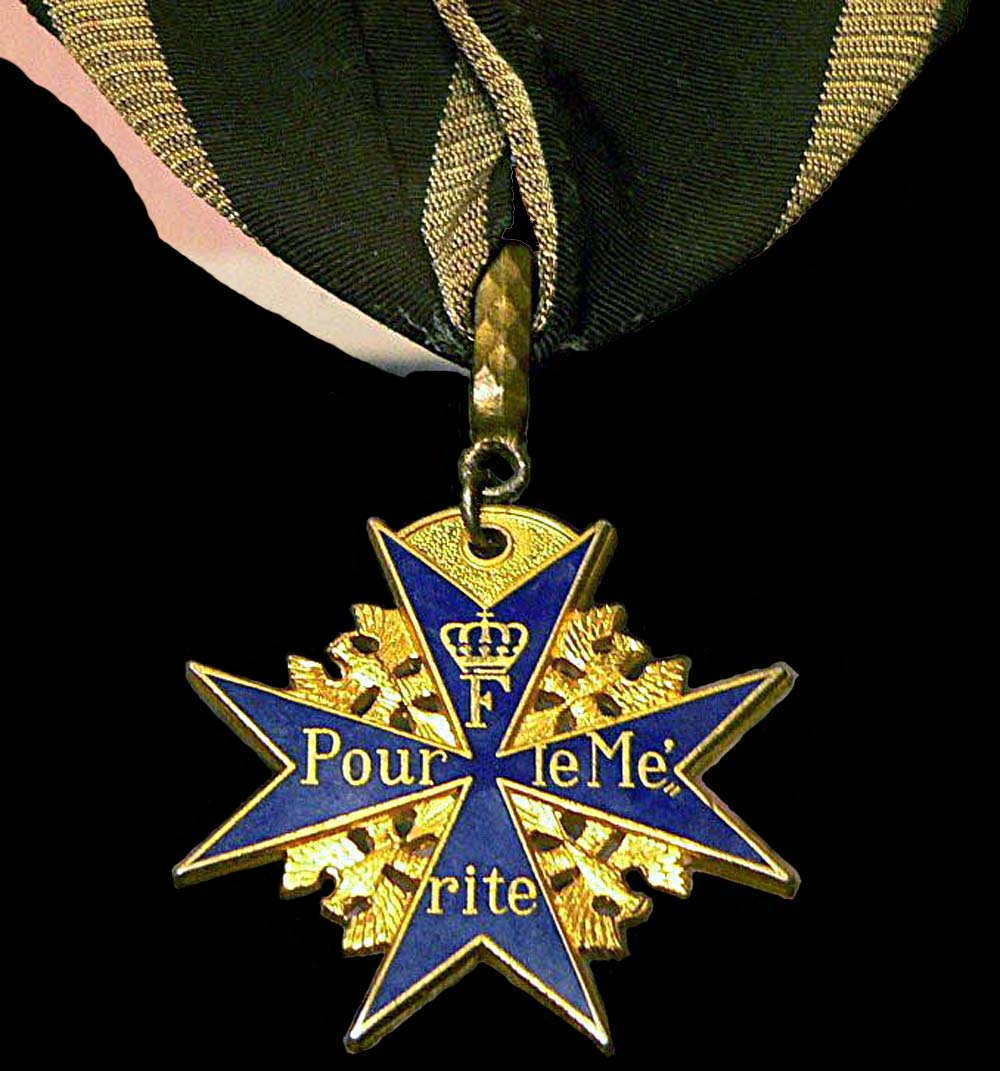
La blauer Max (médaille Pour le Mérite).

Arnauld de La Perière utilisait l’artillerie de pont de 88 mm de préférence aux torpilles, et faisait alors descendre l'équipage dans les canots de sauvetage. La plupart des bateaux qu'il coula étaient des navires de ravitaillement alliés. Le 4 octobre 1916, il torpille et coule en Méditerranée le Gallia, bâtiment de transport de troupes, faisant 1 740 victimes.
En mai 1918, il est affecté à l'U-139 avec lequel il coule encore cinq autres navires d'un tonnage combiné de 7 008 tonneaux. Ce nombre record de bateaux coulés et ce tonnage n'ont jamais été surpassés. Il sera récompensé pour ses états de service par la croix de fer de deuxième et de première classe, par la médaille Pour le Mérite, la plus haute décoration militaire prussienne, en 1916 et par la croix de chevalier de l'ordre impérial de Léopold, la plus haute décoration autrichienne.

## L'entre-deux-guerres
Après la fin de la guerre, Arnauld de La Perière reste dans une marine allemande considérablement réduite.
À la suite des mutineries à Kiel, des corps francs (Freikorps) de volontaires se constituent. Il rejoint alors la 3. Marinebrigade formée le 1er mars 1919 par le Korvetten Kapitän Wilfried von Loewenfeld où il prend le commandement d’un bataillon d’assaut qui portera son nom, le Sturmbataillon Arnauld de la Perière.
Le 31 mai 1920, le corps franc est dissous et il rejoint la nouvelle Reichsmarine. Il prend le commandement de la 11e flottille de la Baltique.
Dans les années 1920, il est officier navigateur à bord des anciens cuirassés (pre-dreadnoughts) SMS Hannover et SMS Elsaß. De 1928 à 1930, il est commandant du croiseur léger Emden. Promu capitaine de vaisseau (Kapitän zur See) en 1931, il est inscrit sur la liste des retraités des cadres de l'armée. Il est ensuite enseignant à l'école de la marine turque de 1932 à 1938.
Il épouse en 1921 Martha Heintze von Krenski.

## La Seconde Guerre mondiale

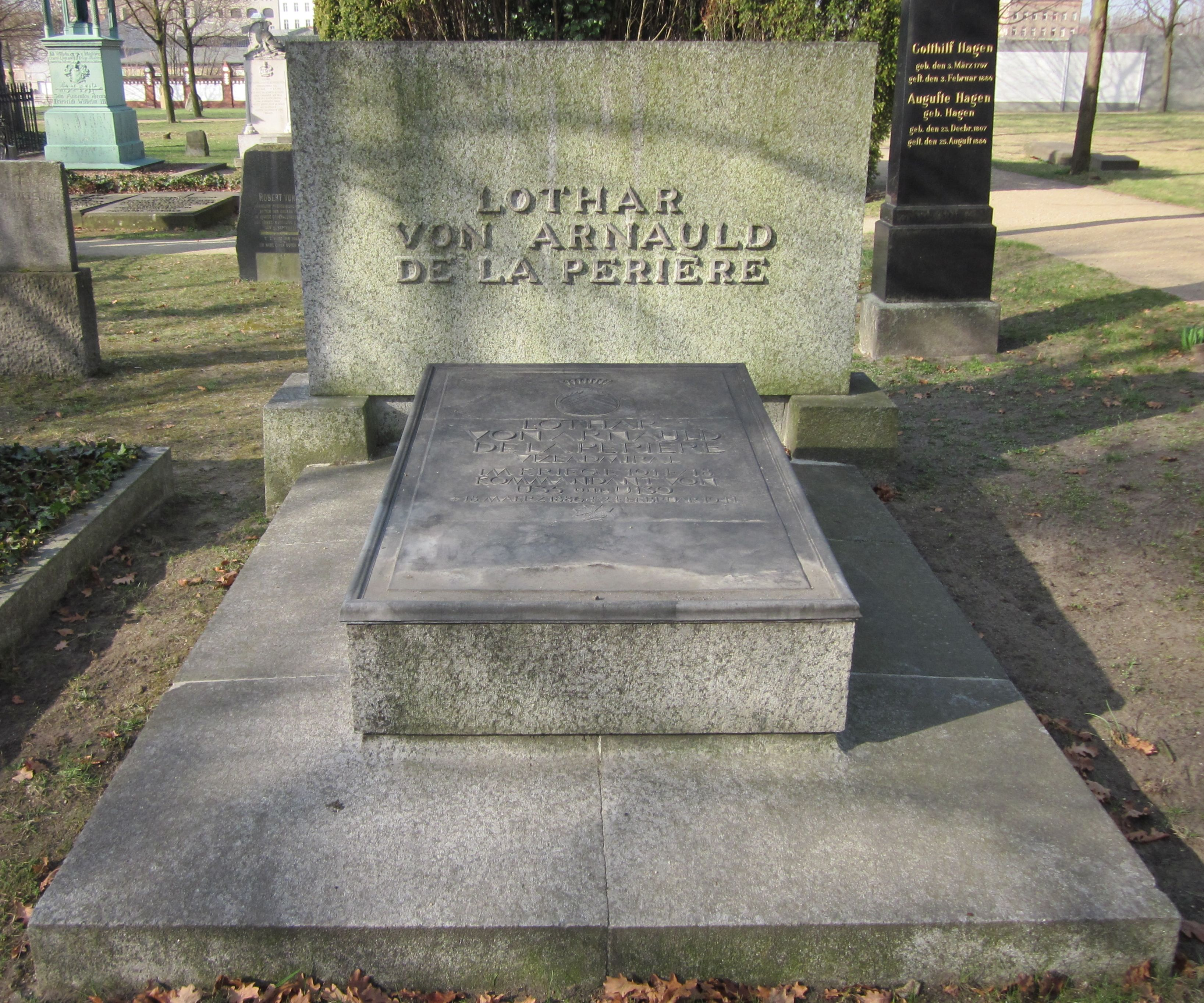
La tombe de Lothar von Arnauld de La Perière au cimetière des Invalides de Berlin.

Au début de la Seconde Guerre mondiale, Arnauld de La Perière est appelé à reprendre un service actif. Jusqu’en mars 1940, il sert en qualité de mandataire de la marine (Marinebevollmächtigter) à Dantzig. Puis, il est envoyé comme commandant de la marine (Marinebefehlshaber) en Belgique et aux Pays-Bas. Nommé contre-amiral (Konteradmiral), Arnauld de La Perière prend le commandement de la marine allemande en Bretagne puis de tout l’Ouest du littoral français. Il est promu au rang de vice-amiral (Vizeadmiral) le 1er février 1941. C’est au moment de son transfert à son nouveau poste dans le Sud-Ouest, qu’il est tué lorsque son avion s’écrase au décollage à l’aéroport du Bourget.
Il repose au cimetière militaire berlinois des Invalides (Invalidenfriedhof).